# Paraplatypeza ikekeba
Paraplatypeza ikekeba är en tvåvingeart som beskrevs av Kessel och Clopton 1970. Paraplatypeza ikekeba ingår i släktet Paraplatypeza och familjen svampflugor. Inga underarter finns listade i Catalogue of Life.